# 目出し帽

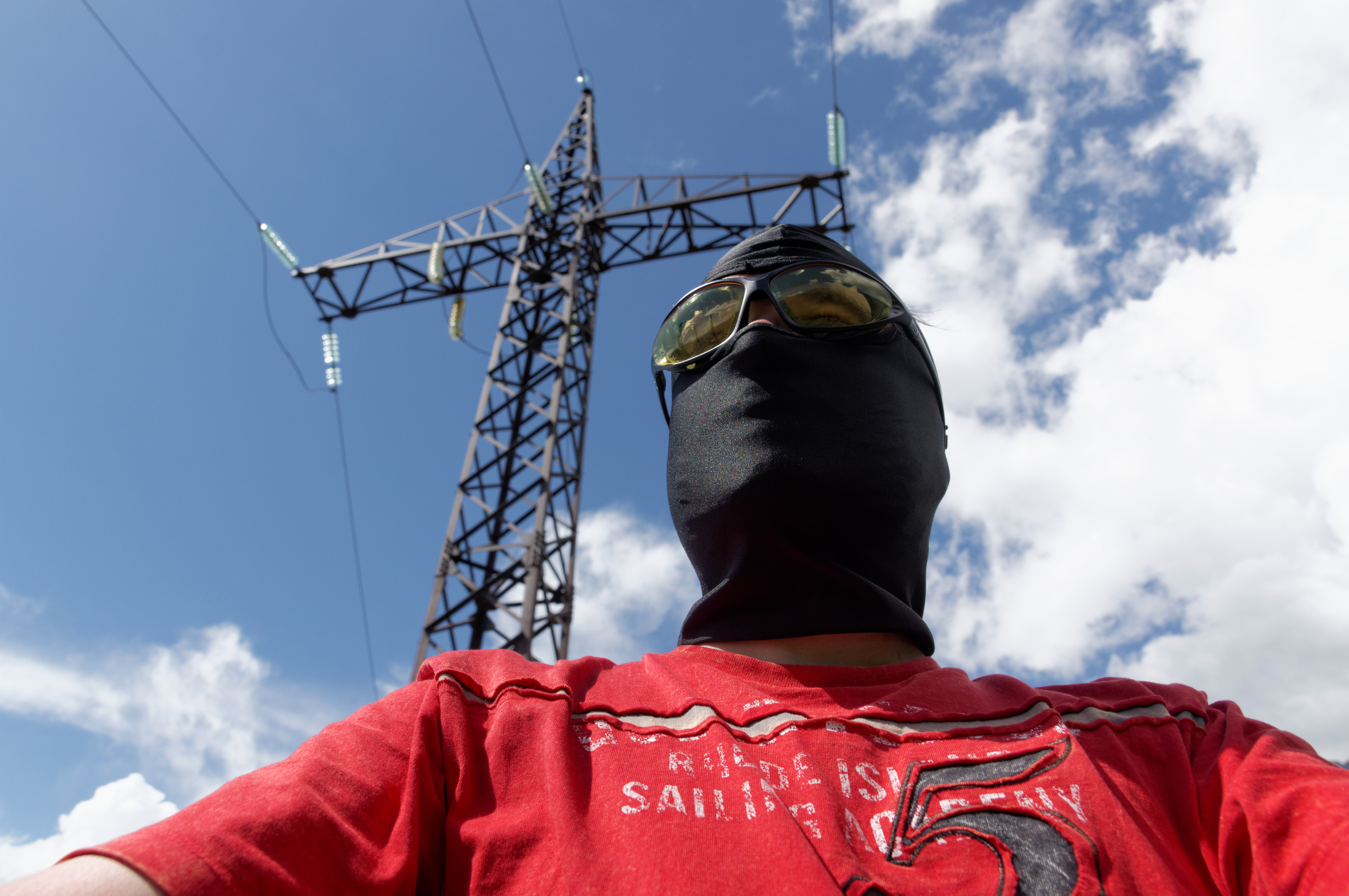
目出し帽

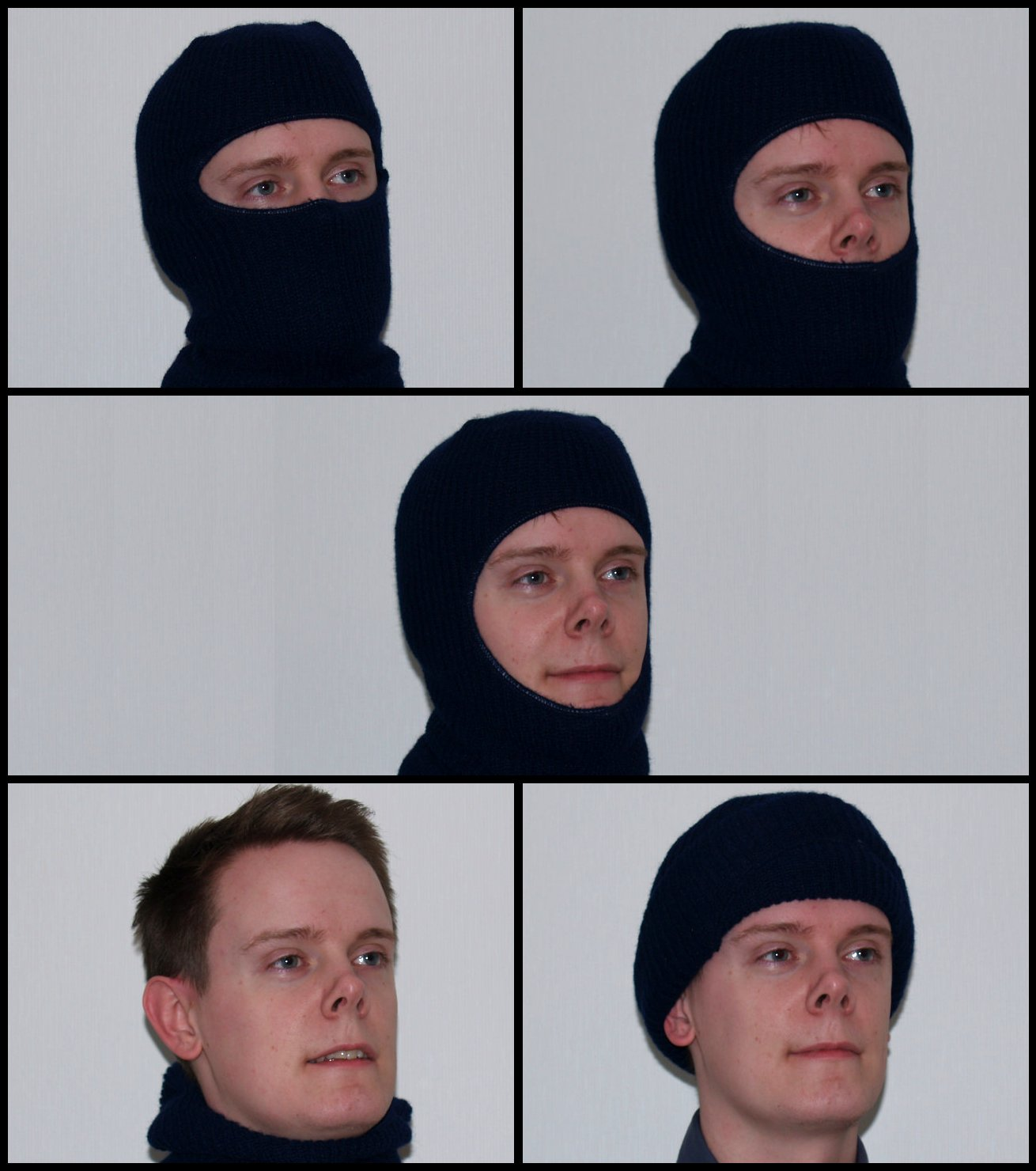
目出し帽

目出し帽（めだしぼう）は、頭部、顔面、頸部の防寒・保温目的で着用する衣類の一種である。目・口の部分に穴を開けただけの、より隠れる部分が多いものも存在し、こちらはフェイスマスクと呼ばれることもある。

## 概要
視界を確保する必要性から、目の部分は空けられている。つばの付いたものもあり、帽子の一種と分類されることもある。普通に被るだけでなく、目の部分の窓を口の下まで引き伸ばす場合も多い。深さは、首を覆い尽くして余る程度のものから、顔と後頭部を完全に覆うに足るだけのものまであるが、概して厚手のものは深い。また、防寒具としての目出し帽には、生地が表裏二重（ダブル）になったものもある。比較的暖かいときには目から下の部分を折り返すか、まくり上げて着用される。
犯罪者は、犯罪を行う際における身元の割り出し対策として目出し帽で顔を隠すことが多いため、店舗では販売の際に注意している。また、フィクション作品においても、特にフェイスマスクタイプのものが銀行強盗やテロリストなどを表すアイコンとして多用されてきたことから、「目出し帽=犯罪者の装備品」というイメージも根強い。
その一方、軍隊では頭部や顔面をガラス片や金属片、火花や火焔、火薬の煤といった異物などから保護するために目出し帽を着用する場合が多く、海上自衛隊では「顔面覆」と呼んでいる。類似の用途として、モータースポーツのドライバーによっても多用される。また、テロ組織や犯罪組織などに対応する警察・軍隊の特殊部隊などでは、顔面・頭部を保護する目的のほか、隊員や家族への報復予防策として目出し帽を着用して戦闘や警備活動、捜索を行うことがある。

## 素材

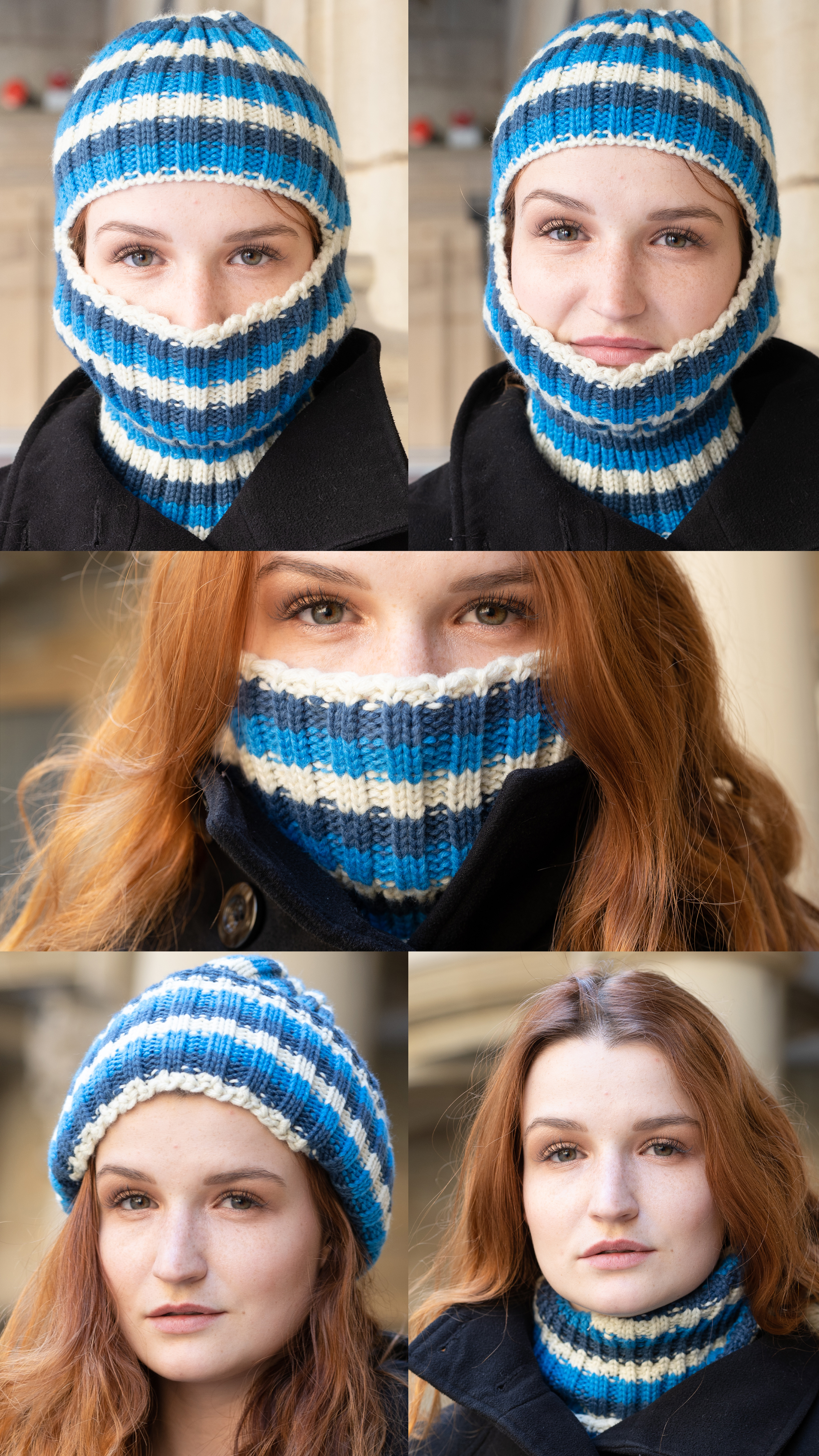
色々な着用例

防寒と保温、体に密着する必要性、着脱を容易にする必要性から、多くは伸縮性のある毛糸を用いる。軍用・消防用・モータースポーツ用など耐火性を求められる用途には、不燃性合成繊維が用いられる。いずれも伸縮性を与えるために基本編み物である。

## 発祥
クリミア戦争（1853年 - 1856年）中の1854年10月、東ヨーロッパの黒海に面した町バラクラヴァでイギリス軍とロシア軍が争ったバラクラヴァの戦いにおいて、寒冷な気候の戦地に出兵するイギリス兵のために妻たちが顔ごと覆う手編みのウールの帽子を持たせた。その帽子を被って戦った地名から「バラクラバ（バラクラヴァ）」（英：Balaclava）と呼ばれ、世界的に広まった。

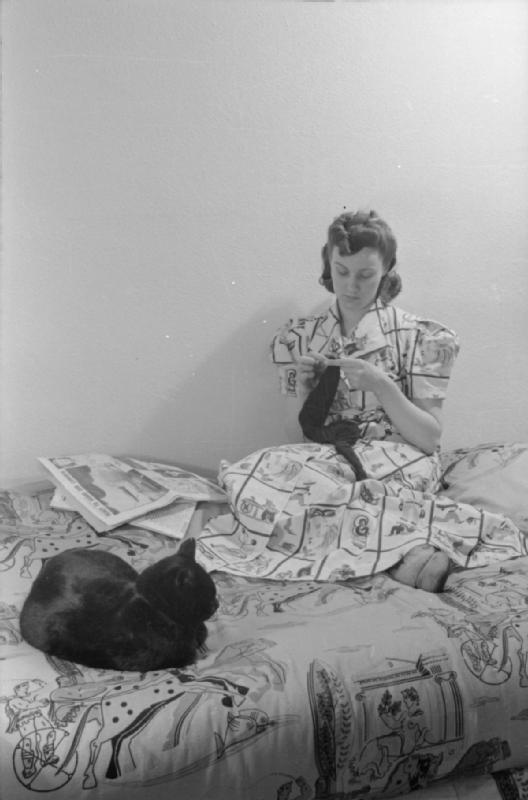
戦時中、バラクラバを編むイギリス人女性（1941年）